# الکس گاف (لژر)
الکس گاف (انگلیسی: Alex Gough؛ زادهٔ ۱۲ مهٔ ۱۹۸۷) ورزشکار لژسواری اهل کانادا است.
وی در مسابقات کشوری و بین‌المللی در مجموع برندهٔ ۱ مدال نقره، ۲ مدال برنز شده‌است.